# Hosszúrez
Hosszúrez (románul Huisurez) falu Romániában, Erdélyben, Neamț megyében.

## Fekvése
Neamț megye nyugati részén, a Tarkő-hegység nyugati oldalán, az Aszó-patak völgyében fekvő település. Közigazgatásilag Damuk községhez tartozik.

## Története
Damuk részeként a trianoni békeszerződésig Csík vármegye Gyergyótölgyesi járásához tartozott.
1956-ban lett önálló település.

## Lakossága
2002-ben 772 román nemzetiségű lakosa volt.

## Látnivaló
A Szent Péter és Pál tiszteletére felszentelt ortodox templom.